# Caryophyllia karubarica
Caryophyllia karubarica är en korallart som beskrevs av Stephen D. Cairns och Zibrowius 1997. Caryophyllia karubarica ingår i släktet Caryophyllia och familjen Caryophylliidae. Inga underarter finns listade i Catalogue of Life.